# Fridley
Fridley es una ciudad ubicada en el condado de Anoka en el estado estadounidense de Minnesota. En el Censo de 2010 tenía una población de 27208 habitantes y una densidad poblacional de 964,65 personas por km².

## Geografía
Fridley se encuentra ubicada en las coordenadas 45°5′3″N 93°15′36″O / 45.08417, -93.26000. Según la Oficina del Censo de los Estados Unidos, Fridley tiene una superficie total de 28.2 km², de la cual 26.33 km² corresponden a tierra firme y (6.65%) 1.88 km² es agua.

## Demografía
Según el censo de 2010, había 27208 personas residiendo en Fridley. La densidad de población era de 964,65 hab./km². De los 27208 habitantes, Fridley estaba compuesto por el 75.19% blancos, el 11.08% eran afroamericanos, el 1.18% eran amerindios, el 4.94% eran asiáticos, el 0.05% eran isleños del Pacífico, el 3.39% eran de otras razas y el 4.18% pertenecían a dos o más razas. Del total de la población el 7.26% eran hispanos o latinos de cualquier raza.